# پریت تاسانه
پریت تاسانه (استونیایی: Priit Tasane؛ زادهٔ ۱۶ نوامبر ۱۹۶۴) قایقران روئینگ اهل استونی بود. وی در بازی‌های المپیک تابستانی ۱۹۹۲ شرکت کرده است.